# Geografie Indonésie
Geografie Indonésie popisuje zeměpisné poměry v Indonésii, ostrovním státu nacházejícím se v Jihovýchodní Asii. Celková rozloha pevniny je 1,905 milionů km². Rozkládá se na třech souostrovích: Malé a Velké Sundy a Moluky. Administrativně je Indonésie rozdělena na 33 provincií. Každá provincie má svého guvernéra, který je volen na 5 let.

Mapa Indonésie

## Poloha
Indonésií prochází rovník, leží tedy na severní a z větší části na jižní polokouli, konkrétně 6° 08´ s. š. až 11° 15´ j. š. a od 94° 45´ do 141° 05´ v. d. Tím pádem se nachází v tropickém podnebném pásu, čemuž odpovídá i její klima. Indonésie se nachází ve 3 časových pásmech.

## Povrch
Indonésie je převážně hornatá. Nejvyšší pohoří se nachází na ostrově Nová Guinea, jmenuje se Maoke a má nejvyšší nadmořskou výšku 5 030 m. Na pobřežích ostrovů se většinou nacházejí nížiny, které jsou velmi úrodné. Indonésie má hustou říční síť. Nejdelší řeky se nacházejí na Sumatře, Kalimantanu a Nové Guineji. Nejdelší řekou je Kapuas na ostrově Kalimantan. Její délka je 1 143 km. Ústí deltou do Jihočínského moře. Většina ostrovů je hustě pokryta vegetací.

## Ostrovy
Udává se, že se Indonésie rozkládá na 17 508 ostrovech, jejich přesný počet není znám. Přibližně 20 % ostrovů je trvale obydlených. Většina ostrovů vznikla sopečnou činností. Ostrovem s největší rozlohou je Kalimantan (Borneo). Mezi nejznámější ostrovy patří Jáva, Sumatra a Bali. Mezi další známé ostrovy lze zařadit např. Sulawesi (Celebes), souostroví Nusa Tengarra (Lombok, Sumbawa, Flores, Sumba, Timor) a souostroví Moluky.

### Jáva

Mapa ostrova Jáva

Jáva je ostrov s největší koncentrací obyvatel na světě. Žije zde 60 % obyvatel Indonésie. Je zde největší koncentrace muslimů na světě. Rozloha Jávy je 132 000 km² (13. ostrov na světě). Nachází se zde hlavní město Indonésie Jakarta. Ostrov je dlouhého a úzkého tvaru. Je to nejrozvinutější ostrov celé Indonésie. Leží mezi ostrovy Sumatra a Bali. Nejvyšší vrchol se jmenuje Semeru a má výšku 3 676 m. Nejdelší řekou ostrova je Solo.

### Sumatra

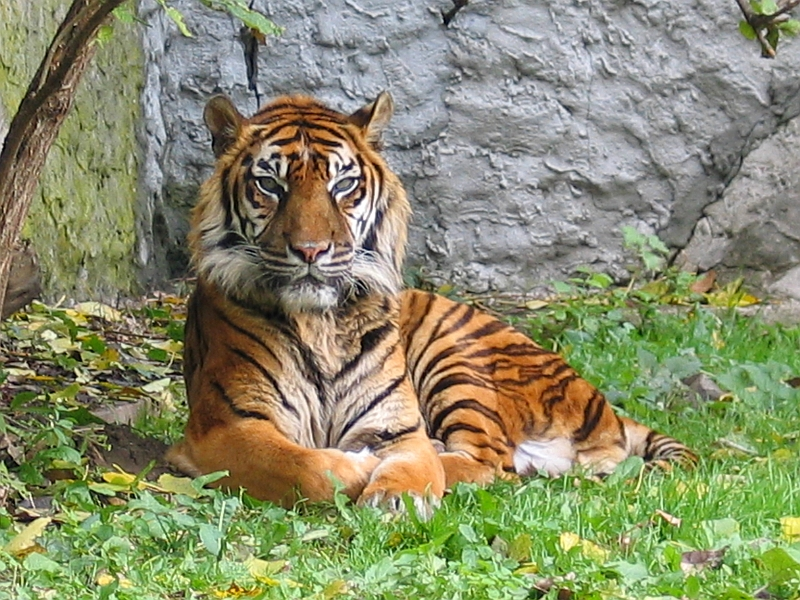
Tygr sumaterský

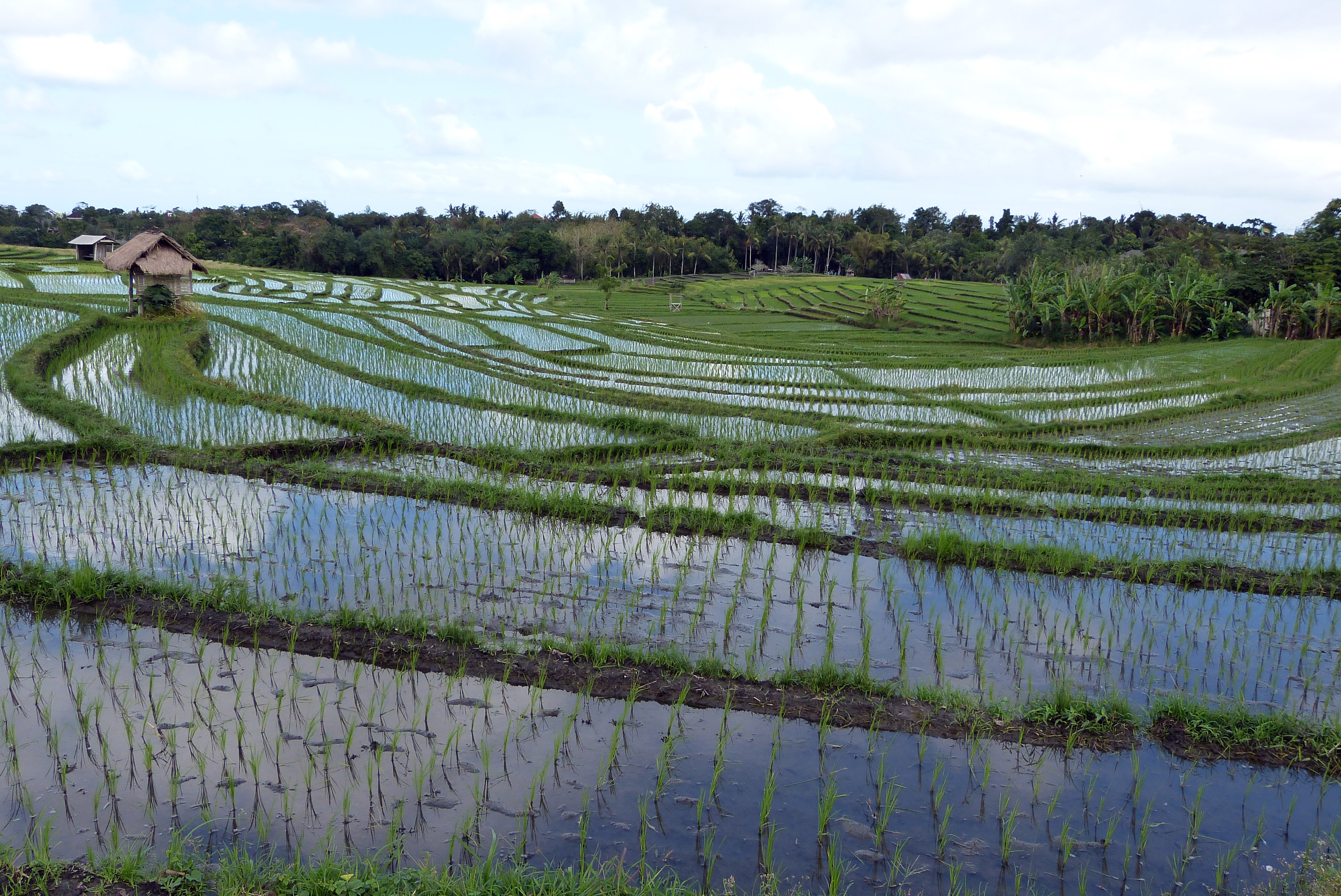
Rýžová pole na Bali

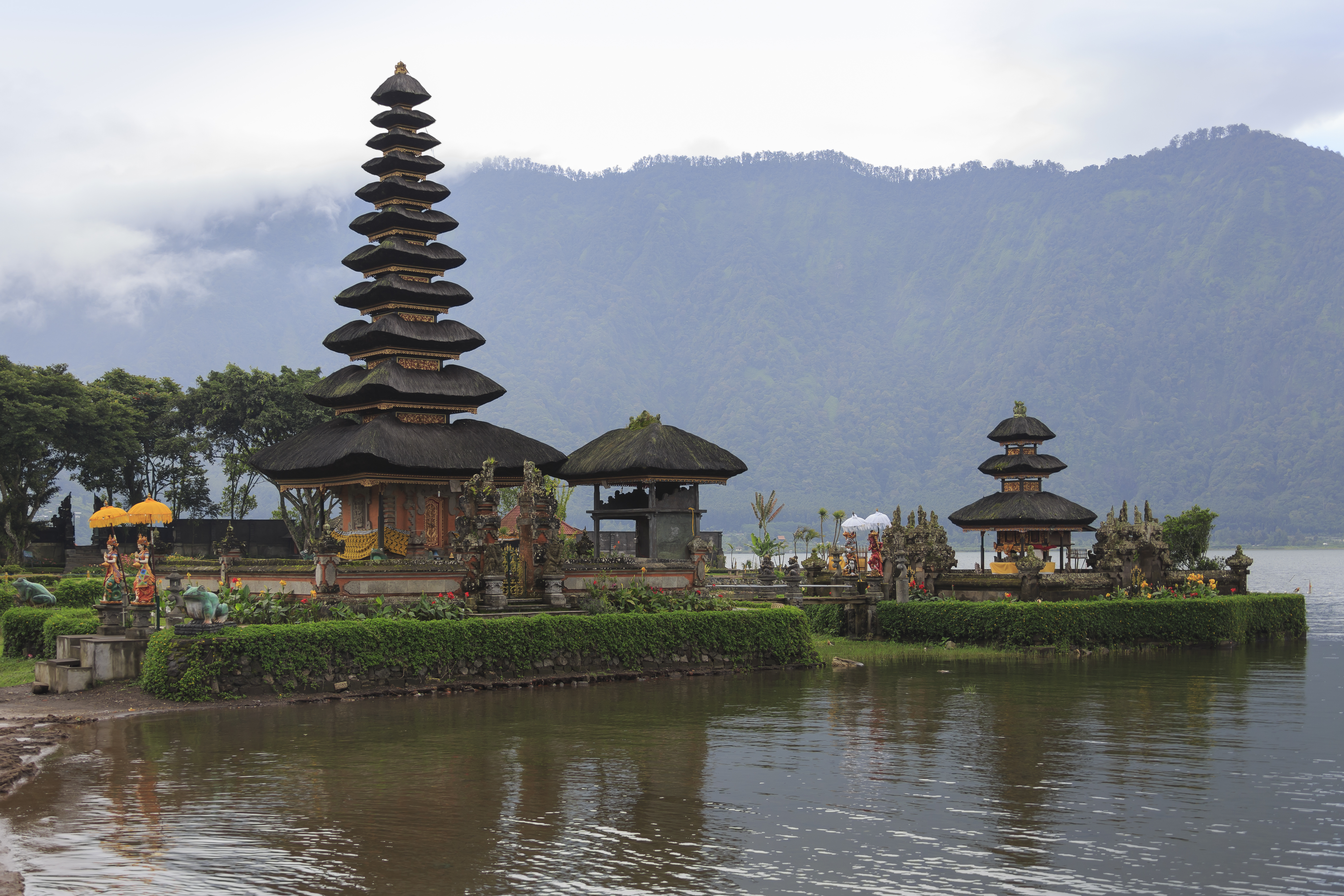
Hinduistický chrám na Bali

Sumatra je druhým největším ostrovem Velkých Sund, hned po Borneu, s rozlohou 473 607 km². Je to šestý největší ostrov světa. Nachází se zde spousta jezer. Největší z nich se nazývá Toba a je zároveň i největším jezerem celé Indonésie s celkovou rozlohou 1 146 km². Jezero má vulkanický původ. K tomuto jezeru se po západním pobřeží ostrova táhne pohoří Bukit Barisan. Většina vrcholů tohoto pohoří přesahuje nadmořskou výšku 3 000 m. Nejvyšším vrcholem pohoří je Gunang Kerinci s výškou 3 805 m n. m. Nachází se zde také skoro 100 sopek, z nichž aktivních je 15. Východní část Sumatry pokrývají většinou nížiny. Lesy Sumatry jsou domovem několika ohrožených druhů zvířat, např. tygra sumaterského.

### Bali
Hlavní město Bali se nazývá Denpasar. Má rozlohu 5 780 km². 20 % rozlohy ostrova zabírají rýžová pole. Jediným endemickým druhem žijícím na ostrově je majna Rothschildova. Sopka Gunung Agung s nadmořskou výškou 3 142 m je nejposvátnější horou pro hinduistické obyvatelstvo a zároveň je to nejvyšší vrchol ostrova. Bali je nejvíce turisty navštěvovaným ostrovem Indonésie.

### Kalimantan

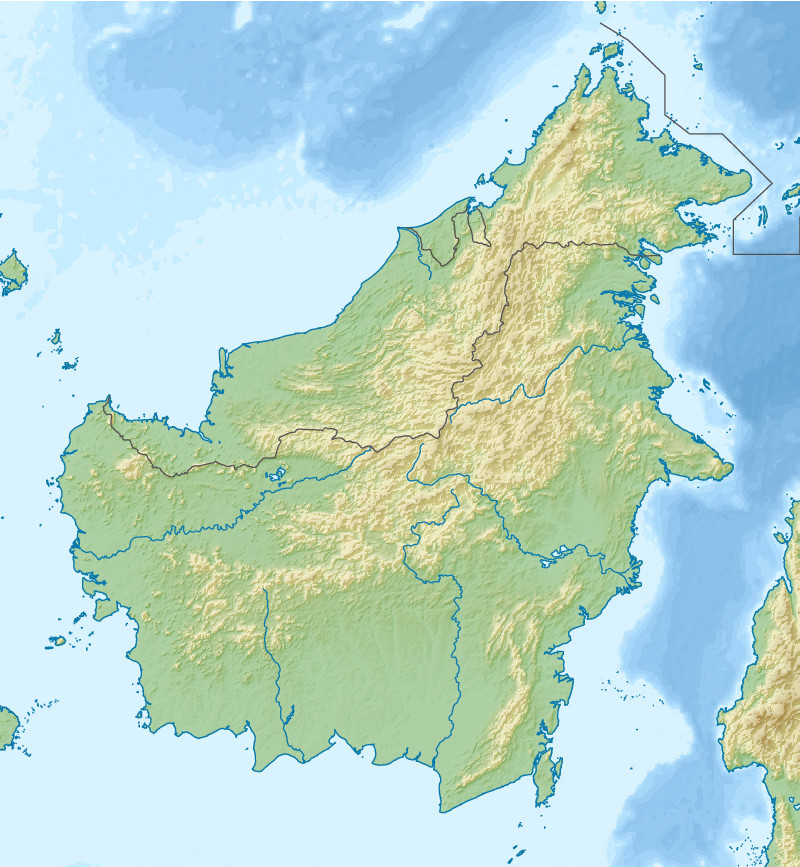
Mapa ostrova Borneo

Kalimantan zabírá jižní dvě třetiny ostrova Borneo (třetího největšího ostrova světa). Na zbytku Bornea se nachází malajské státy Sabah,Sarawak a sultanát Brunej. Býval pokrytý deštným lesem, který je z velké části poničený těžbou dřeva. Na severozápadní hranici probíhají pohoří Schwaner a Muller. Nejvyšším vrcholem je Raya (2 278 m n. m.). Jižní pobřeží je pokryto nížinami, ve kterých se nachází hodně řek, např. Kapuas, Kahayan nebo Barito. Pěstují se zde tropické plodiny jako jsou rýže, kukuřice, maniok, batáty nebo sójové boby.

## Sopečná činnost
Na území Indonésie je možné najít více než 100 činných sopek. Většina ostrovů vznikla sopečnou činností. Sopečnou činnost provází častá zemětřesení.
Krakatoa je sopka nacházející se v Sundském průlivu mezi Jávou a Sumatrou. Leží na místě styku indo-australské a euroasijské litosférické desky. Její erupce v roce 1883 byla jedním z nejkatastrofičtějších výbuchů v historii. Při výbuchu zemřelo asi 35 000 lidí. Jako důsledek tohoto výbuchu vznikla i nová sopka Anak Krakatoa (v překladu „dítě Krakatoy“), která v několika posledních letech vybuchla už několikrát.